# Aedes monetus
Aedes monetus är en tvåvingeart som beskrevs av Edwards 1935. Aedes monetus ingår i släktet Aedes och familjen stickmyggor.
Artens utbredningsområde är Madagaskar. Inga underarter finns listade i Catalogue of Life.